# Wolni Republikanie
Wolni Republikanie (WR, Republikanie) – koło poselskie o charakterze prawicowym działające w Sejmie X kadencji, powołane 16 października 2024 przez dotychczasowych posłów koła Kukiz’15.

## Historia
W kole poselskim Kukiz’15, które przekształciło się w koło Wolni Republikanie, zasiadali posłowie ruchu Kukiz’15: Paweł Kukiz, który był przewodniczącym koła, a także członkowie partii Kukiz15 – jej sekretarz generalny Marek Jakubiak (jednocześnie prezes Federacji dla Rzeczypospolitej) i jej prezes Jarosław Sachajko; od 24 lipca 2024 członkiem koła był także Jan Krzysztof Ardanowski, który wcześniej odszedł z Prawa i Sprawiedliwości, a jako poseł koła Kukiz’15 założył partię Wolność i Dobrobyt, zarejestrowaną 19 września tego samego roku. Członkowie koła zapowiedzieli partię łączącą inne ugrupowania. Odwołali się też do amerykańskiej Partii Republikańskiej. 25 września tego samego roku w Sejmie odbyła się konferencja prasowa, na której wystąpili (oprócz posłów koła Kukiz’15) Witold Gadowski i Wojciech Sumliński z Ruchu Obrony Polaków (związanego z PJJ), Marcin Dybowski (współzałożyciel WiD, lider Ruchu Kontroli Wyborów), a także reprezentanci NSZZ Solidarność Rolników Indywidualnych, ZZR „Samoobrona” i Ogólnopolskiego Oddolnego Protestu Rolników. 16 października 2024 koło poselskie Kukiz’15 przekształciło się w koło Wolni Republikanie, a jego przewodniczącym został Marek Jakubiak. 12 dni później ogłosił on swój start w wyborach prezydenckich w 2025. W kwietniu 2025 PKW zarejestrowała jego kandydaturę. W przeciwieństwie do pozostałych członków koła, Paweł Kukiz poparł Sławomira Mentzena z Konfederacji. W pierwszej turze wyborów z 18 maja Marek Jakubiak otrzymał 150 698 głosów (0,77%), zajmując 10. miejsce wśród 13 kandydatów. Ogłosił następnie swoje poparcie w drugiej turze dla Karola Nawrockiego (którego poparli również pozostali posłowie Wolnych Republikanów).

## Posłowie
- Jan Krzysztof Ardanowski (Wolność i Dobrobyt)
- Marek Jakubiak (Kukiz15, Federacja dla Rzeczypospolitej) – przewodniczący koła
- Paweł Kukiz (bezpartyjny reprezentant Kukiz15)
- Jarosław Sachajko (Kukiz15)

Wszyscy posłowie Wolnych Republikanów zostali wybrani z list Prawa i Sprawiedliwości.